# Sahar Dolatshahi
 (octobre 2021).
Si vous disposez d'ouvrages ou d'articles de référence ou si vous connaissez des sites web de qualité traitant du thème abordé ici, merci de compléter l'article en donnant les références utiles à sa vérifiabilité et en les liant à la section « Notes et références ».
Sahar Dolatshahi (en persan : سحر دولتشاهی), née le 8 octobre 1979 à Téhéran en Iran, est une actrice iranienne.

## Biographie
Son premier rôle était dans une pièce de théâtre, Nim Ruz Khab-alood  (demi-jour ensommeillé) d’Ayat Najafi. Elle apparaîtra ensuite dans un film d'Asghar Farhadi, Charshanbe Suri (La Fête du feu) (2005). 
Elle va jouer dans des séries télévisées : Ghalb (en français : Cœur) (2010), Complot familial (2010), Nabordeh ranj (2009), Voyageurs (2006), Je voudrais rester en vie (2009-2010), Grenouille (2008), et Made in Iran 2 (2007).